# Lolworth
Lolworth – wieś i civil parish w Anglii, w hrabstwie Cambridgeshire, w dystrykcie South Cambridgeshire. Leży 11 km na północny zachód od miasta Cambridge i 84 km na północ od Londynu. W 2011 roku civil parish liczyła 155 mieszkańców. Lolworth jest wspomniana w Domesday Book (1086) jako Lolesuuorde.